# Chaczapuri
Chaczapuri (gruz. ხაჭაპური) – gruziński zapiekany placek z serem. Jedno z tradycyjnych dań kuchni kaukaskiej. Występuje w licznych różniących się od siebie odmianach, m.in.:
- chaczapuri adżaruli – chaczapuri adżarskie, z serem i jajkiem;
- chaczapuri imeruli – chaczapuri imeretyńskie, w formie okrągłego placka z zapieczonym w cieście nadzieniem serowym;
- lobiani – chaczapuri z regionu Raczy, z fasolą[1];
- kubdari – chaczapuri z regionu Swanetii, z mięsem[1];
- chaczapuri guruli – z regionu Gurii, w kształcie półksiężyca, zwane także ciastem bożonarodzeniowym[1];
- chaczapuri megrelskie – podobne do imeretyńskiego, z dodatkowym serem na wierzchu.

Może być podawane również z dodatkami, na przykład z sosem adżika.